# Élections cantonales de 2004 dans le Rhône
Les élections cantonales ont eu lieu les 21 et 28 mars 2004.
Lors de ces élections, 27 des 54 cantons du Rhône ont été renouvelés. Elles ont vu la reconduction de la majorité UDF dirigée par Michel Mercier, président du conseil général depuis 1990.

## Résultats à l’échelle du département
Répartition départementale des résultats (2e tour).
- PCF (3,11 %)
- PS (44,44 %)
- PRG (2,46 %)
- Divers (0,62 %)
- UMP (32,68 %)
- UDF (7,76 %)
- DVD (1,62 %)
- FN (7,3 %)

| Étiquette      | Étiquette                          | Premier tour | Premier tour | Second tour | Second tour | Sièges |
| Étiquette      | Étiquette                          | Voix         | %            | Voix        | %           | Sièges |
| -------------- | ---------------------------------- | ------------ | ------------ | ----------- | ----------- | ------ |
|                | Parti socialiste                   | 75 268       | 26,48        | 116 079     | 44,44       | 14     |
|                | Les Verts                          | 18 389       | 6,47         |             |             |        |
|                | Parti communiste français          | 14 305       | 5,03         | 8 119       | 3,11        | 1      |
|                | Extrême gauche                     | 9 846        | 3,46         |             |             |        |
|                | Divers gauche                      | 4 581        | 1,61         |             |             |        |
|                | Parti radical de gauche            | 4 365        | 1,54         | 6 427       | 2,46        | 0      |
| Gauche         | Gauche                             | 126 754      | 44,59        | 130 625     | 50,01       | 15     |
|                |                                    |              |              |             |             |        |
|                | Union pour un mouvement populaire  | 60 696       | 21,35        | 85 372      | 32,68       | 6      |
|                | Front national                     | 43 941       | 15,46        | 19 077      | 7,30        | 0      |
|                | Union pour la démocratie française | 36 434       | 12,82        | 20 274      | 7,76        | 4      |
|                | Divers droite                      | 13 072       | 4,60         | 4 238       | 1,62        | 1      |
| Droite         | Droite                             | 154 143      | 54,23        | 128 961     | 49,36       | 11     |
|                |                                    |              |              |             |             |        |
|                | Divers                             | 2 013        | 0,71         | 1 625       | 0,62        | 1      |
|                |                                    |              |              |             |             |        |
|                | Écologistes divers                 | 1 363        | 0,48         |             |             |        |
|                |                                    |              |              |             |             |        |
| Inscrits       | Inscrits                           | 481 229      | 100,00       | 431 866     | 100,00      |        |
| Abstention     | Abstention                         | 188 439      | 39,16        | 156 460     | 36,23       |        |
| Votants        | Votants                            | 292 790      | 60,84        | 275 406     | 63,77       |        |
| Blancs et nuls | Blancs et nuls                     | 8 517        | 2,91         | 14 195      | 5,15        |        |
| Exprimés       | Exprimés                           | 284 273      | 97,09        | 261 211     | 94,85       |        |

## Résultats par canton

### Canton d'Anse
| Candidats      | Candidats           | Étiquette      | Premier tour | Premier tour | Second tour | Second tour |
| Candidats      | Candidats           | Étiquette      | Voix         | %            | Voix        | %           |
| -------------- | ------------------- | -------------- | ------------ | ------------ | ----------- | ----------- |
|                | Daniel Pomeret*     | UMP            | 4 536        | 44,52        | 5 682       | 53,41       |
|                | Jean-Pierre Barbier | FN             | 2 134        | 20,95        | 1 843       | 17,32       |
|                | Jean-Luc Guenichon  | PRG            | 1 978        | 19,41        | 3 113       | 29,26       |
|                | Éric Vedelago       | Verts          | 1 059        | 10,39        |             |             |
|                | Nicole Malfray      | PCF            | 257          | 2,52         |             |             |
|                | Xavier Lelubre      | EXG            | 224          | 2,20         |             |             |
|                |                     |                |              |              |             |             |
| Inscrits       | Inscrits            | Inscrits       | 16 347       | 100,00       | 16 345      | 100,00      |
| Abstention     | Abstention          | Abstention     | 5 879        | 35,96        | 5 477       | 33,51       |
| Votants        | Votants             | Votants        | 10 468       | 64,04        | 10 868      | 66,49       |
| Blancs et nuls | Blancs et nuls      | Blancs et nuls | 280          | 2,67         | 230         | 2,12        |
| Exprimés       | Exprimés            | Exprimés       | 10 188       | 97,33        | 10 638      | 97,88       |

*sortant

### Canton de L'Arbresle
| Candidats      | Candidats           | Étiquette      | Premier tour | Premier tour | Second tour | Second tour |
| Candidats      | Candidats           | Étiquette      | Voix         | %            | Voix        | %           |
| -------------- | ------------------- | -------------- | ------------ | ------------ | ----------- | ----------- |
|                | François Baraduc*   | UDF            | 6 800        | 44,56        | 9 150       | 58,53       |
|                | Arlette Perraud     | PS             | 3 756        | 24,61        | 6 483       | 41,47       |
|                | Nicole Virey        | FN             | 2 185        | 14,32        |             |             |
|                | Jean-Claude Chausse | Verts          | 1 421        | 9,31         |             |             |
|                | Patrice Bolland     | PCF            | 642          | 4,21         |             |             |
|                | Cyril Duvinage      | EXG            | 458          | 3,00         |             |             |
|                |                     |                |              |              |             |             |
| Inscrits       | Inscrits            | Inscrits       | 24 843       | 100,00       | 24 844      | 100,00      |
| Abstention     | Abstention          | Abstention     | 9 072        | 36,52        | 8 393       | 33,78       |
| Votants        | Votants             | Votants        | 15 771       | 63,48        | 16 451      | 66,22       |
| Blancs et nuls | Blancs et nuls      | Blancs et nuls | 509          | 3,23         | 818         | 4,97        |
| Exprimés       | Exprimés            | Exprimés       | 15 262       | 96,77        | 15 633      | 95,03       |

*sortant

### Canton de Beaujeu
| Candidats      | Candidats                | Étiquette      | Premier tour | Premier tour | Second tour | Second tour |
| Candidats      | Candidats                | Étiquette      | Voix         | %            | Voix        | %           |
| -------------- | ------------------------ | -------------- | ------------ | ------------ | ----------- | ----------- |
|                | Frédéric Miguet          | DVD            | 1 878        | 35,17        | 2 887       | 54,75       |
|                | Bernard Méra*            | UDF            | 1 723        | 32,27        | 2 386       | 45,25       |
|                | Laurent Vericel          | FN             | 639          | 11,97        |             |             |
|                | Michèle Cordier Bachelet | PS             | 545          | 10,21        |             |             |
|                | Claude Jambon            | PCF            | 429          | 8,03         |             |             |
|                | Pierre Brun              | EXG            | 98           | 1,84         |             |             |
|                | Suzanne Rebillaud        | EXG            | 28           | 0,52         |             |             |
|                |                          |                |              |              |             |             |
| Inscrits       | Inscrits                 | Inscrits       | 8 718        | 100,00       | 8 715       | 100,00      |
| Abstention     | Abstention               | Abstention     | 3 206        | 36,77        | 2 861       | 32,83       |
| Votants        | Votants                  | Votants        | 5 512        | 63,23        | 5 854       | 67,17       |
| Blancs et nuls | Blancs et nuls           | Blancs et nuls | 172          | 3,12         | 581         | 9,92        |
| Exprimés       | Exprimés                 | Exprimés       | 5 340        | 96,88        | 5 273       | 90,08       |

*sortant

### Canton du Bois-d'Oingt
| Candidats      | Candidats         | Étiquette      | Premier tour | Premier tour |
| Candidats      | Candidats         | Étiquette      | Voix         | %            |
| -------------- | ----------------- | -------------- | ------------ | ------------ |
|                | Charles Bréchard* | UDF            | 3 641        | 54,35        |
|                | Robert Ancian     | PS             | 1 723        | 25,72        |
|                | Richard Dupré     | FN             | 847          | 12,64        |
|                | Alain Babanini    | PCF            | 261          | 3,90         |
|                | Cyrille Foasso    | EXG            | 227          | 3,39         |
|                |                   |                |              |              |
| Inscrits       | Inscrits          | Inscrits       | 10 654       | 100,00       |
| Abstention     | Abstention        | Abstention     | 3 710        | 34,82        |
| Votants        | Votants           | Votants        | 6 944        | 65,18        |
| Blancs et nuls | Blancs et nuls    | Blancs et nuls | 245          | 3,53         |
| Exprimés       | Exprimés          | Exprimés       | 6 699        | 96,47        |

*sortant

### Canton de Givors
| Candidats      | Candidats             | Étiquette      | Premier tour | Premier tour | Second tour | Second tour |
| Candidats      | Candidats             | Étiquette      | Voix         | %            | Voix        | %           |
| -------------- | --------------------- | -------------- | ------------ | ------------ | ----------- | ----------- |
|                | Martial Passi*        | PCF            | 4 367        | 33,82        | 8 119       | 61,75       |
|                | Georges Fenech        | UMP            | 3 025        | 23,43        | 5 029       | 38,25       |
|                | Jean-François Gagneur | PS             | 2 141        | 16,58        |             |             |
|                | Grégory Gennaro       | FN             | 2 017        | 15,62        |             |             |
|                | Roger Frety           | Verts          | 1 023        | 7,92         |             |             |
|                | Jean-Marc Barreau     | EXG            | 338          | 2,62         |             |             |
|                |                       |                |              |              |             |             |
| Inscrits       | Inscrits              | Inscrits       | 21 885       | 100,00       | 21 884      | 100,00      |
| Abstention     | Abstention            | Abstention     | 8 524        | 38,95        | 7 654       | 34,98       |
| Votants        | Votants               | Votants        | 13 361       | 61,05        | 14 230      | 65,02       |
| Blancs et nuls | Blancs et nuls        | Blancs et nuls | 450          | 3,37         | 1 082       | 7,60        |
| Exprimés       | Exprimés              | Exprimés       | 12 911       | 96,63        | 13 148      | 92,40       |

*sortant

### Canton d'Irigny
| Candidats      | Candidats            | Étiquette      | Premier tour | Premier tour |
| Candidats      | Candidats            | Étiquette      | Voix         | %            |
| -------------- | -------------------- | -------------- | ------------ | ------------ |
|                | Jean-Luc Da Passano* | UDF            | 5 035        | 52,12        |
|                | David Chizat         | PS             | 2 290        | 23,70        |
|                | Agnès Henry          | FN             | 1 168        | 12,09        |
|                | Jean-Raymond Murcia  | PCF            | 803          | 8,31         |
|                | Francis Faucher      | EXG            | 365          | 3,78         |
|                |                      |                |              |              |
| Inscrits       | Inscrits             | Inscrits       | 16 140       | 100,00       |
| Abstention     | Abstention           | Abstention     | 6 182        | 38,30        |
| Votants        | Votants              | Votants        | 9 958        | 61,70        |
| Blancs et nuls | Blancs et nuls       | Blancs et nuls | 297          | 2,98         |
| Exprimés       | Exprimés             | Exprimés       | 9 661        | 97,02        |

*sortant

### Canton de Lamure-sur-Azergues
| Candidats      | Candidats          | Étiquette      | Premier tour | Premier tour | Second tour | Second tour |
| Candidats      | Candidats          | Étiquette      | Voix         | %            | Voix        | %           |
| -------------- | ------------------ | -------------- | ------------ | ------------ | ----------- | ----------- |
|                | Louis Ballandras   | DVD            | 789          | 25,70        | 1 351       | 45,40       |
|                | Denis Longin       | SE             | 540          | 17,59        | 1 625       | 54,60       |
|                | Richard Alloin     | UDF            | 346          | 11,27        |             |             |
|                | Sylvie Mure        | PS             | 273          | 8,89         |             |             |
|                | Rémy de l'Escaille | UDF            | 251          | 8,18         |             |             |
|                | Bruno Valls        | FN             | 243          | 7,92         |             |             |
|                | Véronique Toutant  | Verts          | 166          | 5,41         |             |             |
|                | Jean-Luc Plasse    | DVD            | 151          | 4,92         |             |             |
|                | Marcel Bajard      | DVD            | 143          | 4,66         |             |             |
|                | Édouard Lorente    | SE             | 50           | 1,63         |             |             |
|                | Gérard Guillot     | PCF            | 43           | 1,40         |             |             |
|                | Thierry Auradou    | DVD            | 38           | 1,24         |             |             |
|                | François Joslin    | EXG            | 30           | 0,98         |             |             |
|                | Martine Durieux    | EXG            | 7            | 0,23         |             |             |
|                |                    |                |              |              |             |             |
| Inscrits       | Inscrits           | Inscrits       | 4 543        | 100,00       | 4 543       | 100,00      |
| Abstention     | Abstention         | Abstention     | 1 377        | 30,31        | 1 302       | 28,66       |
| Votants        | Votants            | Votants        | 3 166        | 69,69        | 3 241       | 71,34       |
| Blancs et nuls | Blancs et nuls     | Blancs et nuls | 96           | 3,03         | 265         | 8,18        |
| Exprimés       | Exprimés           | Exprimés       | 3 070        | 96,97        | 2 976       | 91,82       |

### Canton de Lyon-III
| Candidats      | Candidats         | Étiquette      | Premier tour | Premier tour | Second tour | Second tour |
| Candidats      | Candidats         | Étiquette      | Voix         | %            | Voix        | %           |
| -------------- | ----------------- | -------------- | ------------ | ------------ | ----------- | ----------- |
|                | Dominique Bolliet | PS             | 4 328        | 32,16        | 7 219       | 52,83       |
|                | Gabriel Caillet*  | UMP            | 3 758        | 27,93        | 6 445       | 47,17       |
|                | Éric Cazin        | Verts          | 1 638        | 12,17        |             |             |
|                | Évelyne Duprat    | FN             | 1 260        | 9,36         |             |             |
|                | Amaury Nardone    | DVD            | 1 105        | 8,21         |             |             |
|                | Laurence Bouchard | DVD            | 507          | 3,77         |             |             |
|                | Saddok Abed       | PCF            | 458          | 3,40         |             |             |
|                | Arlette Couzon    | EXG            | 307          | 2,28         |             |             |
|                | Coralie Peyraud   | EXG            | 95           | 0,71         |             |             |
|                |                   |                |              |              |             |             |
| Inscrits       | Inscrits          | Inscrits       | 20 827       | 100,00       | 20 831      | 100,00      |
| Abstention     | Abstention        | Abstention     | 7 065        | 33,92        | 6 565       | 31,52       |
| Votants        | Votants           | Votants        | 13 762       | 66,08        | 14 266      | 68,48       |
| Blancs et nuls | Blancs et nuls    | Blancs et nuls | 306          | 2,22         | 602         | 4,22        |
| Exprimés       | Exprimés          | Exprimés       | 13 456       | 97,78        | 13 664      | 95,78       |

*sortant

### Canton de Lyon-V
| Candidats      | Candidats          | Étiquette      | Premier tour | Premier tour | Second tour | Second tour |
| Candidats      | Candidats          | Étiquette      | Voix         | %            | Voix        | %           |
| -------------- | ------------------ | -------------- | ------------ | ------------ | ----------- | ----------- |
|                | Alexandrine Pesson | PS             | 4 894        | 30,00        | 8 369       | 49,66       |
|                | Michel Havard      | UMP            | 3 760        | 23,05        | 8 485       | 50,34       |
|                | Bénédicte Louis    | DVD            | 2 687        | 16,47        | Retrait     | Retrait     |
|                | Pascal Marion      | FN             | 1 845        | 11,31        |             |             |
|                | Bertrand Artigny   | Verts          | 1 509        | 9,25         |             |             |
|                | Mohamed Rafed      | EXG            | 538          | 3,30         |             |             |
|                | Katherine Legay    | PCF            | 457          | 2,80         |             |             |
|                | Anne-Marie Chambon | EXG            | 381          | 2,34         |             |             |
|                | Michel Joblot      | DVG            | 242          | 1,48         |             |             |
|                |                    |                |              |              |             |             |
| Inscrits       | Inscrits           | Inscrits       | 26 629       | 100,00       | 26 633      | 100,00      |
| Abstention     | Abstention         | Abstention     | 9 906        | 37,20        | 9 064       | 34,03       |
| Votants        | Votants            | Votants        | 16 723       | 62,80        | 17 569      | 65,97       |
| Blancs et nuls | Blancs et nuls     | Blancs et nuls | 410          | 2,45         | 715         | 4,07        |
| Exprimés       | Exprimés           | Exprimés       | 16 313       | 97,55        | 16 854      | 95,93       |

### Canton de Lyon-VI
| Candidats      | Candidats        | Étiquette      | Premier tour | Premier tour |
| Candidats      | Candidats        | Étiquette      | Voix         | %            |
| -------------- | ---------------- | -------------- | ------------ | ------------ |
|                | Dominique Perben | UMP            | 4 701        | 53,60        |
|                | Géraldine Gacon  | DVG            | 1 668        | 19,02        |
|                | Claudine Gracien | FN             | 884          | 10,08        |
|                | Patrick Bertrand | SE             | 620          | 7,07         |
|                | Pierre Hemon     | Verts          | 603          | 6,88         |
|                | Janine Decriaud  | PCF            | 120          | 1,37         |
|                | Monique Dauphin  | EXG            | 96           | 1,09         |
|                | Laurent Simon    | SE             | 78           | 0,89         |
|                | Alain Martinez   | SE             | 0            | 0,00         |
|                |                  |                |              |              |
| Inscrits       | Inscrits         | Inscrits       | 13 969       | 100,00       |
| Abstention     | Abstention       | Abstention     | 5 036        | 36,05        |
| Votants        | Votants          | Votants        | 8 933        | 63,95        |
| Blancs et nuls | Blancs et nuls   | Blancs et nuls | 163          | 1,82         |
| Exprimés       | Exprimés         | Exprimés       | 8 770        | 98,18        |

### Canton de Lyon-VII
| Candidats      | Candidats           | Étiquette      | Premier tour | Premier tour | Second tour | Second tour |
| Candidats      | Candidats           | Étiquette      | Voix         | %            | Voix        | %           |
| -------------- | ------------------- | -------------- | ------------ | ------------ | ----------- | ----------- |
|                | Dominique Nachury*  | UMP            | 3 280        | 36,65        | 5 825       | 63,74       |
|                | Sandrine Frih       | PRG            | 2 387        | 26,67        | 3 314       | 36,26       |
|                | Nicole Chevassus    | DVD            | 1 935        | 21,62        | Retrait     | Retrait     |
|                | Patrick Meyronneinc | FN             | 933          | 10,42        |             |             |
|                | Nicole Tisserand    | PCF            | 232          | 2,59         |             |             |
|                | Claude Sirmain      | EXG            | 183          | 2,04         |             |             |
|                |                     |                |              |              |             |             |
| Inscrits       | Inscrits            | Inscrits       | 14 189       | 100,00       | 14 191      | 100,00      |
| Abstention     | Abstention          | Abstention     | 5 029        | 35,44        | 4 721       | 33,27       |
| Votants        | Votants             | Votants        | 9 160        | 64,56        | 9 470       | 66,73       |
| Blancs et nuls | Blancs et nuls      | Blancs et nuls | 210          | 2,29         | 331         | 3,50        |
| Exprimés       | Exprimés            | Exprimés       | 8 950        | 97,71        | 9 139       | 96,50       |

*sortant

### Canton de Lyon-VIII
| Candidats      | Candidats        | Étiquette      | Premier tour | Premier tour | Second tour | Second tour |
| Candidats      | Candidats        | Étiquette      | Voix         | %            | Voix        | %           |
| -------------- | ---------------- | -------------- | ------------ | ------------ | ----------- | ----------- |
|                | Lionel Lassagne* | UMP            | 4 041        | 43,33        | 5 492       | 57,38       |
|                | Salima Mami      | PS             | 2 565        | 27,50        | 4 080       | 42,62       |
|                | Gilles Pourchet  | FN             | 1 181        | 12,66        |             |             |
|                | Laurent Carrie   | Verts          | 930          | 9,97         |             |             |
|                | Karim Helal      | PCF            | 311          | 3,33         |             |             |
|                | Françoise Leclet | EXG            | 197          | 2,11         |             |             |
|                | Muriel Cairon    | EXG            | 101          | 1,08         |             |             |
|                |                  |                |              |              |             |             |
| Inscrits       | Inscrits         | Inscrits       | 15 421       | 100,00       | 15 425      | 100,00      |
| Abstention     | Abstention       | Abstention     | 5 854        | 37,96        | 5 429       | 35,20       |
| Votants        | Votants          | Votants        | 9 567        | 62,04        | 9 996       | 64,80       |
| Blancs et nuls | Blancs et nuls   | Blancs et nuls | 241          | 2,52         | 424         | 4,24        |
| Exprimés       | Exprimés         | Exprimés       | 9 326        | 97,48        | 9 572       | 95,76       |

*sortant

### Canton de Lyon-XI
| Candidats      | Candidats               | Étiquette      | Premier tour | Premier tour | Second tour | Second tour |
| Candidats      | Candidats               | Étiquette      | Voix         | %            | Voix        | %           |
| -------------- | ----------------------- | -------------- | ------------ | ------------ | ----------- | ----------- |
|                | Jean-Michel Daclin      | PS             | 2 797        | 32,14        | 4 723       | 52,18       |
|                | Yves Bayle*             | UDF            | 2 441        | 28,05        | 4 329       | 47,82       |
|                | Liliane Boury           | FN             | 1 133        | 13,02        |             |             |
|                | Kenza Aghouchy          | Verts          | 1 048        | 12,04        |             |             |
|                | Madeleine Yeremian      | DVD            | 741          | 8,51         |             |             |
|                | Georges Vincent         | PCF            | 221          | 2,54         |             |             |
|                | Marie-Christine Seemann | EXG            | 220          | 2,53         |             |             |
|                | Gilles Champion         | EXG            | 102          | 1,17         |             |             |
|                |                         |                |              |              |             |             |
| Inscrits       | Inscrits                | Inscrits       | 14 595       | 100,00       | 14 597      | 100,00      |
| Abstention     | Abstention              | Abstention     | 5 666        | 38,82        | 5 130       | 35,14       |
| Votants        | Votants                 | Votants        | 8 929        | 61,18        | 9 467       | 64,86       |
| Blancs et nuls | Blancs et nuls          | Blancs et nuls | 226          | 2,53         | 415         | 4,38        |
| Exprimés       | Exprimés                | Exprimés       | 8 703        | 97,47        | 9 052       | 95,62       |

*sortant

### Canton de Lyon-XII
| Candidats      | Candidats           | Étiquette      | Premier tour | Premier tour | Second tour | Second tour |
| Candidats      | Candidats           | Étiquette      | Voix         | %            | Voix        | %           |
| -------------- | ------------------- | -------------- | ------------ | ------------ | ----------- | ----------- |
|                | Jean-Louis Touraine | PS             | 3 328        | 36,54        | 5 304       | 57,71       |
|                | Henri Vianay*       | UMP            | 1 900        | 20,86        | 3 887       | 42,29       |
|                | Patricia Chicard    | FN             | 1 575        | 17,29        |             |             |
|                | Jean-Pierre Neyret  | DVD            | 888          | 9,75         |             |             |
|                | Patrick Odiard      | Verts          | 740          | 8,12         |             |             |
|                | Électre Dracos      | EXG            | 313          | 3,44         |             |             |
|                | Conrado Munoz       | PCF            | 294          | 3,23         |             |             |
|                | Bernard Lozano      | EXG            | 70           | 0,77         |             |             |
|                |                     |                |              |              |             |             |
| Inscrits       | Inscrits            | Inscrits       | 16 003       | 100,00       | 16 003      | 100,00      |
| Abstention     | Abstention          | Abstention     | 6 600        | 41,24        | 6 123       | 38,26       |
| Votants        | Votants             | Votants        | 9 403        | 58,76        | 9 880       | 61,74       |
| Blancs et nuls | Blancs et nuls      | Blancs et nuls | 295          | 3,14         | 689         | 6,97        |
| Exprimés       | Exprimés            | Exprimés       | 9 108        | 96,86        | 9 191       | 93,03       |

*sortant

### Canton de Lyon-XIV
| Candidats      | Candidats         | Étiquette      | Premier tour | Premier tour | Second tour | Second tour |
| Candidats      | Candidats         | Étiquette      | Voix         | %            | Voix        | %           |
| -------------- | ----------------- | -------------- | ------------ | ------------ | ----------- | ----------- |
|                | Christian Coulon* | PS             | 3 592        | 35,30        | 6 069       | 57,84       |
|                | Raphaël Eulry     | UMP            | 1 859        | 18,27        | 4 424       | 42,16       |
|                | André Morin       | FN             | 1 802        | 17,71        |             |             |
|                | Éric Desbos       | UDF            | 1 133        | 11,14        |             |             |
|                | Elisabeth Sibeud  | Verts          | 861          | 8,46         |             |             |
|                | Denise Levêque    | PCF            | 371          | 3,65         |             |             |
|                | Georges Mestres   | EXG            | 305          | 3,00         |             |             |
|                | Émile Vasquez     | DVD            | 172          | 1,69         |             |             |
|                | Jack Crozet       | EXG            | 80           | 0,79         |             |             |
|                |                   |                |              |              |             |             |
| Inscrits       | Inscrits          | Inscrits       | 18 122       | 100,00       | 18 128      | 100,00      |
| Abstention     | Abstention        | Abstention     | 7 639        | 42,15        | 6 967       | 38,43       |
| Votants        | Votants           | Votants        | 10 483       | 57,85        | 11 161      | 61,57       |
| Blancs et nuls | Blancs et nuls    | Blancs et nuls | 308          | 2,94         | 668         | 5,99        |
| Exprimés       | Exprimés          | Exprimés       | 10 175       | 97,06        | 10 493      | 94,01       |

*sortant

### Canton de Meyzieu
| Candidats      | Candidats               | Étiquette      | Premier tour | Premier tour | Second tour | Second tour |
| Candidats      | Candidats               | Étiquette      | Voix         | %            | Voix        | %           |
| -------------- | ----------------------- | -------------- | ------------ | ------------ | ----------- | ----------- |
|                | Odette Garbrecht*       | PS             | 5 184        | 27,34        | 8 746       | 43,17       |
|                | Michel Forissier        | UMP            | 4 556        | 24,03        | 7 831       | 38,65       |
|                | Emmanuel Roman          | FN             | 3 960        | 20,89        | 3 684       | 18,18       |
|                | Jean-Pierre Jourdain    | UDF            | 2 524        | 13,31        |             |             |
|                | Alain Dequidt           | Verts          | 1 345        | 7,09         |             |             |
|                | Françoise Pagano        | PCF            | 858          | 4,53         |             |             |
|                | Jean-Louis Guglielmetto | EXG            | 531          | 2,80         |             |             |
|                |                         |                |              |              |             |             |
| Inscrits       | Inscrits                | Inscrits       | 32 641       | 100,00       | 32 643      | 100,00      |
| Abstention     | Abstention              | Abstention     | 13 197       | 40,43        | 11 906      | 36,47       |
| Votants        | Votants                 | Votants        | 19 444       | 59,57        | 20 737      | 63,53       |
| Blancs et nuls | Blancs et nuls          | Blancs et nuls | 486          | 2,50         | 476         | 2,30        |
| Exprimés       | Exprimés                | Exprimés       | 18 958       | 97,50        | 20 261      | 97,70       |

*sortant

### Canton d'Oullins
| Candidats      | Candidats         | Étiquette      | Premier tour | Premier tour | Second tour | Second tour |
| Candidats      | Candidats         | Étiquette      | Voix         | %            | Voix        | %           |
| -------------- | ----------------- | -------------- | ------------ | ------------ | ----------- | ----------- |
|                | Gilles Lavache    | UDF            | 2 920        | 31,70        | 4 409       | 46,34       |
|                | Jean-Louis Ubaud* | PS             | 2 903        | 31,51        | 5 105       | 53,66       |
|                | Benoît Marion     | FN             | 1 269        | 13,78        |             |             |
|                | Bernard Pino      | Verts          | 1 013        | 11,00        |             |             |
|                | Robert Perret     | PCF            | 484          | 5,25         |             |             |
|                | Gérard Pignol     | SE             | 295          | 3,20         |             |             |
|                | Jean-Luc Renault  | EXG            | 271          | 2,94         |             |             |
|                | Daniel Chatain    | EXG            | 57           | 0,62         |             |             |
|                |                   |                |              |              |             |             |
| Inscrits       | Inscrits          | Inscrits       | 15 303       | 100,00       | 15 303      | 100,00      |
| Abstention     | Abstention        | Abstention     | 5 839        | 38,16        | 5 311       | 34,71       |
| Votants        | Votants           | Votants        | 9 464        | 61,84        | 9 992       | 65,29       |
| Blancs et nuls | Blancs et nuls    | Blancs et nuls | 252          | 2,66         | 478         | 4,78        |
| Exprimés       | Exprimés          | Exprimés       | 9 212        | 97,34        | 9 514       | 95,22       |

*sortant

### Canton de Rillieux-la-Pape
| Candidats      | Candidats           | Étiquette      | Premier tour | Premier tour | Second tour | Second tour |
| Candidats      | Candidats           | Étiquette      | Voix         | %            | Voix        | %           |
| -------------- | ------------------- | -------------- | ------------ | ------------ | ----------- | ----------- |
|                | Renaud Gauquelin*   | PS             | 4 180        | 38,03        | 6 443       | 58,07       |
|                | Michel Moiroud      | UMP            | 1 946        | 17,70        | 4 653       | 41,93       |
|                | Jean-Paul Zaffarano | FN             | 1 812        | 16,48        |             |             |
|                | Jean-Louis Vazette  | UDF            | 1 672        | 15,21        |             |             |
|                | Jean-Paul Gourdant  | Verts          | 661          | 6,01         |             |             |
|                | Annie Ferri         | PCF            | 336          | 3,06         |             |             |
|                | Didier Guthmann     | EXG            | 321          | 2,92         |             |             |
|                | Christian Bonnetain | EXG            | 64           | 0,58         |             |             |
|                |                     |                |              |              |             |             |
| Inscrits       | Inscrits            | Inscrits       | 19 107       | 100,00       | 19 109      | 100,00      |
| Abstention     | Abstention          | Abstention     | 7 804        | 40,84        | 7 278       | 38,09       |
| Votants        | Votants             | Votants        | 11 303       | 59,16        | 11 831      | 61,91       |
| Blancs et nuls | Blancs et nuls      | Blancs et nuls | 311          | 2,75         | 735         | 6,21        |
| Exprimés       | Exprimés            | Exprimés       | 10 992       | 97,25        | 11 096      | 93,79       |

*sortant

### Canton de Saint-Fons
| Candidats      | Candidats            | Étiquette      | Premier tour | Premier tour | Second tour | Second tour |
| Candidats      | Candidats            | Étiquette      | Voix         | %            | Voix        | %           |
| -------------- | -------------------- | -------------- | ------------ | ------------ | ----------- | ----------- |
|                | Jacqueline Vottero*  | PS             | 2 674        | 23,80        | 6 077       | 50,80       |
|                | André Sardat         | UMP            | 2 176        | 19,37        | 3 818       | 31,92       |
|                | Maurice Dumontet     | FN             | 2 078        | 18,50        | 2 067       | 17,28       |
|                | Serge Perrin         | Verts          | 853          | 7,59         |             |             |
|                | Marie-France Vincent | DVD            | 744          | 6,62         |             |             |
|                | Michèle Picard       | PCF            | 730          | 6,50         |             |             |
|                | Michèle Edery        | DVG            | 691          | 6,15         |             |             |
|                | Guy Barral           | UDF            | 618          | 5,50         |             |             |
|                | Christian Prada      | EXG            | 388          | 3,45         |             |             |
|                | Salah Ferkoune       | EXG            | 151          | 1,34         |             |             |
|                | Thierry Vignaud      | DVG            | 132          | 1,17         |             |             |
|                |                      |                |              |              |             |             |
| Inscrits       | Inscrits             | Inscrits       | 19 968       | 100,00       | 19 968      | 100,00      |
| Abstention     | Abstention           | Abstention     | 8 369        | 41,91        | 7 586       | 37,99       |
| Votants        | Votants              | Votants        | 11 599       | 58,09        | 12 382      | 62,01       |
| Blancs et nuls | Blancs et nuls       | Blancs et nuls | 364          | 3,14         | 420         | 3,39        |
| Exprimés       | Exprimés             | Exprimés       | 11 235       | 96,86        | 11 962      | 96,61       |

*sortant

### Canton de Saint-Laurent-de-Chamousset
| Candidats      | Candidats        | Étiquette      | Premier tour | Premier tour | Second tour | Second tour |
| Candidats      | Candidats        | Étiquette      | Voix         | %            | Voix        | %           |
| -------------- | ---------------- | -------------- | ------------ | ------------ | ----------- | ----------- |
|                | Bernard Chaverot | PS             | 1 940        | 33,06        | 3 305       | 56,05       |
|                | René Tregouët*   | UMP            | 1 763        | 30,04        | 2 591       | 43,95       |
|                | Lucien Vial      | DVD            | 1 294        | 22,05        | Retrait     | Retrait     |
|                | Marie Chameau    | FN             | 638          | 10,87        |             |             |
|                | Éric Lahy        | EXG            | 126          | 2,15         |             |             |
|                | Gilles Varenne   | PCF            | 107          | 1,82         |             |             |
|                |                  |                |              |              |             |             |
| Inscrits       | Inscrits         | Inscrits       | 8 605        | 100,00       | 8 606       | 100,00      |
| Abstention     | Abstention       | Abstention     | 2 510        | 29,17        | 2 348       | 27,28       |
| Votants        | Votants          | Votants        | 6 095        | 70,83        | 6 258       | 72,72       |
| Blancs et nuls | Blancs et nuls   | Blancs et nuls | 227          | 3,72         | 362         | 5,78        |
| Exprimés       | Exprimés         | Exprimés       | 5 868        | 96,28        | 5 896       | 94,22       |

*sortant

### Canton de Saint-Priest
| Candidats      | Candidats            | Étiquette      | Premier tour | Premier tour | Second tour | Second tour |
| Candidats      | Candidats            | Étiquette      | Voix         | %            | Voix        | %           |
| -------------- | -------------------- | -------------- | ------------ | ------------ | ----------- | ----------- |
|                | Bruno Polga*         | PS             | 4 721        | 38,10        | 6 698       | 50,96       |
|                | Fernand Sartor       | FN             | 2 756        | 22,24        | 2 642       | 20,10       |
|                | Philippe Meunier     | UMP            | 2 405        | 19,41        | 3 803       | 28,94       |
|                | Habib Darwiche       | Verts          | 1 027        | 8,29         |             |             |
|                | Raymond Sanchez      | UDF            | 550          | 4,44         |             |             |
|                | Isabelle Chanvillard | PCF            | 504          | 4,07         |             |             |
|                | Yves Petiot          | EXG            | 429          | 3,46         |             |             |
|                |                      |                |              |              |             |             |
| Inscrits       | Inscrits             | Inscrits       | 22 649       | 100,00       | 22 649      | 100,00      |
| Abstention     | Abstention           | Abstention     | 9 870        | 43,58        | 9 137       | 40,34       |
| Votants        | Votants              | Votants        | 12 779       | 56,42        | 13 512      | 59,66       |
| Blancs et nuls | Blancs et nuls       | Blancs et nuls | 387          | 3,03         | 369         | 2,73        |
| Exprimés       | Exprimés             | Exprimés       | 12 392       | 96,97        | 13 143      | 97,27       |

*sortant

### Canton de Thizy
| Candidats      | Candidats           | Étiquette      | Premier tour | Premier tour |
| Candidats      | Candidats           | Étiquette      | Voix         | %            |
| -------------- | ------------------- | -------------- | ------------ | ------------ |
|                | Michel Mercier*     | UDF            | 2 994        | 58,68        |
|                | Emmanuel Dupuis     | PS             | 1 001        | 19,62        |
|                | Marie Veyret        | FN             | 802          | 15,72        |
|                | René Brun           | EXG            | 133          | 2,61         |
|                | Gérard Bonin        | PCF            | 123          | 2,41         |
|                | Alain Armeni Ripari | EXG            | 49           | 0,96         |
|                |                     |                |              |              |
| Inscrits       | Inscrits            | Inscrits       | 8 620        | 100,00       |
| Abstention     | Abstention          | Abstention     | 3 337        | 38,71        |
| Votants        | Votants             | Votants        | 5 283        | 61,29        |
| Blancs et nuls | Blancs et nuls      | Blancs et nuls | 181          | 3,43         |
| Exprimés       | Exprimés            | Exprimés       | 5 102        | 96,57        |

*sortant

### Canton de Vaugneray
| Candidats      | Candidats         | Étiquette      | Premier tour | Premier tour | Second tour | Second tour |
| Candidats      | Candidats         | Étiquette      | Voix         | %            | Voix        | %           |
| -------------- | ----------------- | -------------- | ------------ | ------------ | ----------- | ----------- |
|                | Georges Barriol*  | UMP            | 9 755        | 49,97        | 12 618      | 62,73       |
|                | Florence Perrin   | PS             | 5 338        | 27,34        | 7 496       | 37,27       |
|                | Nathalie Franquet | FN             | 3 106        | 15,91        |             |             |
|                | Michel Freneat    | PCF            | 544          | 2,79         |             |             |
|                | Georges Sabot     | EXG            | 457          | 2,34         |             |             |
|                | Paul Valverde     | EXG            | 323          | 1,65         |             |             |
|                |                   |                |              |              |             |             |
| Inscrits       | Inscrits          | Inscrits       | 31 940       | 100,00       | 31 937      | 100,00      |
| Abstention     | Abstention        | Abstention     | 11 593       | 36,30        | 10 894      | 34,11       |
| Votants        | Votants           | Votants        | 20 347       | 63,70        | 21 043      | 65,89       |
| Blancs et nuls | Blancs et nuls    | Blancs et nuls | 824          | 4,05         | 929         | 4,41        |
| Exprimés       | Exprimés          | Exprimés       | 19 523       | 95,95        | 20 114      | 95,59       |

*sortant

### Canton de Vaulx-en-Velin
| Candidats      | Candidats            | Étiquette      | Premier tour | Premier tour | Second tour | Second tour |
| Candidats      | Candidats            | Étiquette      | Voix         | %            | Voix        | %           |
| -------------- | -------------------- | -------------- | ------------ | ------------ | ----------- | ----------- |
|                | Hélène Geoffroy      | PS             | 2 252        | 29,43        | 5 637       | 71,14       |
|                | Guillaume l'Huillier | FN             | 1 459        | 19,07        | 2 287       | 28,86       |
|                | Laurent Clamaron     | UMP            | 1 175        | 15,36        |             |             |
|                | Marie-Jeanne Hochard | DVG            | 1 107        | 14,47        |             |             |
|                | Morad Aggoun         | DVG            | 741          | 9,69         |             |             |
|                | Djamila Bouguerra    | UDF            | 324          | 4,23         |             |             |
|                | Stéphane Guyon       | EXG            | 297          | 3,88         |             |             |
|                | Jean Brière          | ECO            | 181          | 2,37         |             |             |
|                | Jean-Philippe Katz   | EXG            | 69           | 0,90         |             |             |
|                | Éric Sauze           | SE             | 46           | 0,60         |             |             |
|                |                      |                |              |              |             |             |
| Inscrits       | Inscrits             | Inscrits       | 15 328       | 100,00       | 15 328      | 100,00      |
| Abstention     | Abstention           | Abstention     | 7 421        | 48,41        | 6 874       | 44,85       |
| Votants        | Votants              | Votants        | 7 907        | 51,59        | 8 454       | 55,15       |
| Blancs et nuls | Blancs et nuls       | Blancs et nuls | 256          | 3,24         | 530         | 6,27        |
| Exprimés       | Exprimés             | Exprimés       | 7 651        | 96,76        | 7 924       | 93,73       |

### Canton de Villeurbanne-Centre
| Candidats      | Candidats                       | Étiquette      | Premier tour | Premier tour | Second tour | Second tour |
| Candidats      | Candidats                       | Étiquette      | Voix         | %            | Voix        | %           |
| -------------- | ------------------------------- | -------------- | ------------ | ------------ | ----------- | ----------- |
|                | Raymond Terracher*              | PS             | 4 894        | 37,61        | 9 315       | 73,21       |
|                | Louis Duprat                    | FN             | 2 120        | 16,29        | 3 409       | 26,79       |
|                | Richard Morales                 | UDF            | 1 939        | 14,90        |             |             |
|                | Georges Poix                    | UMP            | 1 769        | 13,59        |             |             |
|                | Fawzi Benarbia                  | ECO            | 1 182        | 9,08         |             |             |
|                | Angeline Garcia                 | PCF            | 494          | 3,80         |             |             |
|                | Jacques Lacaille                | EXG            | 374          | 2,87         |             |             |
|                | Clément Satger                  | SE             | 133          | 1,02         |             |             |
|                | Marie-Claude Baudinat Hamrouche | EXG            | 108          | 0,83         |             |             |
|                | Yves Perret                     | DVG            | 0            | 0,00         |             |             |
|                |                                 |                |              |              |             |             |
| Inscrits       | Inscrits                        | Inscrits       | 23 057       | 100,00       | 23 057      | 100,00      |
| Abstention     | Abstention                      | Abstention     | 9 663        | 41,91        | 9 021       | 39,12       |
| Votants        | Votants                         | Votants        | 13 394       | 58,09        | 14 036      | 60,88       |
| Blancs et nuls | Blancs et nuls                  | Blancs et nuls | 381          | 2,84         | 1 312       | 9,35        |
| Exprimés       | Exprimés                        | Exprimés       | 13 013       | 97,16        | 12 724      | 90,65       |

*sortant

### Canton de Villeurbanne-Nord
| Candidats      | Candidats         | Étiquette      | Premier tour | Premier tour | Second tour | Second tour |
| Candidats      | Candidats         | Étiquette      | Voix         | %            | Voix        | %           |
| -------------- | ----------------- | -------------- | ------------ | ------------ | ----------- | ----------- |
|                | Bernard Rivalta*  | PS             | 4 162        | 36,80        | 8 215       | 72,32       |
|                | Stéphane Poncet   | FN             | 2 053        | 18,15        | 3 145       | 27,68       |
|                | Baptiste Dumas    | UDF            | 1 523        | 13,47        |             |             |
|                | Dino Caruso       | UMP            | 1 318        | 11,65        |             |             |
|                | Pierre Bouquet    | Verts          | 1 236        | 10,93        |             |             |
|                | Irène Touitou     | PCF            | 426          | 3,77         |             |             |
|                | Philippe Bruneau  | EXG            | 339          | 3,00         |             |             |
|                | Norbert Rimet     | EXG            | 87           | 0,77         |             |             |
|                | Simon Pouvreau    | SE             | 87           | 0,77         |             |             |
|                | Abdelkader Tabout | SE             | 78           | 0,69         |             |             |
|                |                   |                |              |              |             |             |
| Inscrits       | Inscrits          | Inscrits       | 20 398       | 100,00       | 20 398      | 100,00      |
| Abstention     | Abstention        | Abstention     | 8 766        | 42,97        | 8 042       | 39,43       |
| Votants        | Votants           | Votants        | 11 632       | 57,03        | 12 356      | 60,57       |
| Blancs et nuls | Blancs et nuls    | Blancs et nuls | 323          | 2,78         | 996         | 8,06        |
| Exprimés       | Exprimés          | Exprimés       | 11 309       | 97,22        | 11 360      | 91,94       |

*sortant

### Canton de Villeurbanne-Sud
| Candidats      | Candidats            | Étiquette      | Premier tour | Premier tour | Second tour | Second tour |
| Candidats      | Candidats            | Étiquette      | Voix         | %            | Voix        | %           |
| -------------- | -------------------- | -------------- | ------------ | ------------ | ----------- | ----------- |
|                | Lilian Zanchi        | PS             | 3 787        | 34,16        | 6 795       | 58,66       |
|                | Daniel Rendu         | UMP            | 2 973        | 26,82        | 4 789       | 41,34       |
|                | Gilbert Durand       | FN             | 2 042        | 18,42        |             |             |
|                | Béatrice Vessiller   | Verts          | 1 256        | 11,33        |             |             |
|                | Jacky Albrand        | PCF            | 433          | 3,91         |             |             |
|                | Claire Lainez        | EXG            | 416          | 3,75         |             |             |
|                | Georges Guiglion     | EXG            | 93           | 0,84         |             |             |
|                | Pierre-Olivier Chaze | SE             | 86           | 0,78         |             |             |
|                |                      |                |              |              |             |             |
| Inscrits       | Inscrits             | Inscrits       | 20 728       | 100,00       | 20 729      | 100,00      |
| Abstention     | Abstention           | Abstention     | 9 325        | 44,99        | 8 377       | 40,41       |
| Votants        | Votants              | Votants        | 11 403       | 55,01        | 12 352      | 59,59       |
| Blancs et nuls | Blancs et nuls       | Blancs et nuls | 317          | 2,78         | 768         | 6,22        |
| Exprimés       | Exprimés             | Exprimés       | 11 086       | 97,22        | 11 584      | 93,78       |